# Argidae
Argidae es una gran familia de himenópteros del suborden Symphyta que contiene más de 800 especies. Son de distribución mundial, especialmente en los trópicos. Son robustas, de ocho a quince mm. Las antenas tienen tres segmentos (artejo o flagelómero). El último segmento de la antena del macho suele tener forma de diapasón. La mayoría son negros o de color obscuro.
Las larvas son herbívoras y a menudo se las ve alimentándose en grupos. Generalmente se alimentan de las hojas de árboles o arbustos pero algunas se alimentan de batata (Ipomoea batatas) o de especies de Portulaca. Muy pocas alcanzan el nivel de pestes.

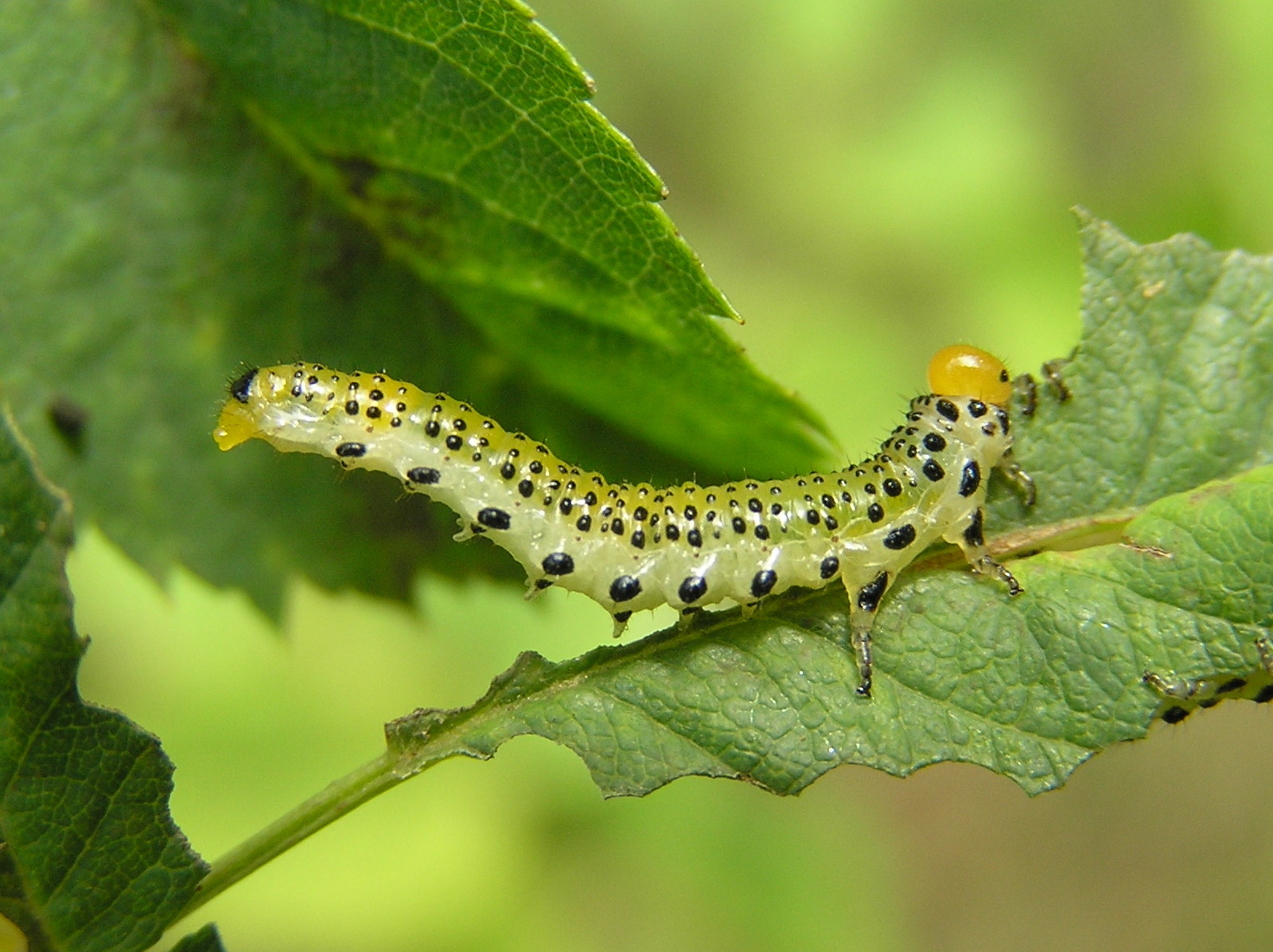
Larva de Arge pagana